# Aspidobyctiscus cyanocupreus
Aspidobyctiscus cyanocupreus is een keversoort uit de familie Rhynchitidae. De wetenschappelijke naam van de soort is voor het eerst geldig gepubliceerd in 2005 door Legalov & Liu.